# ヨセフ・インドジシェク
ヨセフ・インドジシェク（Josef Jindřišek、1981年2月14日 - ）は、チェコスロバキア出身の元サッカー選手。現役時代のポジションはディフェンダー。